# Ла Чинквантина (Ливорно)
Ла Чинквантина је насеље у Италији у округу Ливорно, региону Тоскана.
Према процени из 2011. у насељу је живело 230 становника. Насеље се налази на надморској висини од 6 м.